# Ausgleichswicklung
Ausgleichswicklung nennt man eine zusätzliche Wicklung aus drei Strängen auf einem Drehstromtransformator, die auch unter ungünstigen Betriebsbedingungen eine symmetrische Magnetisierung der drei Schenkel des Trafos ermöglicht.
Im Unterschied zu großen Übertragungstransformatoren, die meist gleichmäßig belastet werden,  kann es bei kleineren Verteilungstransformatoren zu unsymmetrischer oder gar einphasiger Belastung kommen, etwa wenn in der Sternschaltung der Mittelpunkt nicht mit dem Neutralleiter verbunden ist oder er einseitig belastet wird.
Infolge dieser sogenannten Schieflasten  kommt es eingangsseitig zu einem Rückfluss des Stromes durch die weniger belasteten Stränge. Dadurch kann der magnetische Fluss in den zugehörigen Schenkeln bis in den Sättigungsbereich ansteigen.
Dies verhindert die Ausgleichswicklung. Die Wicklung eines jeden Schenkels hat dieselben Eigenschaften (Windungszahl, Drahtstärke etc.). Alle drei sind in Reihe geschaltet und damit kurzgeschlossen. Bei ungleichmäßiger Belastung des Trafos fließt ein Ausgleichsstrom, somit wird der oben genannte Rückfluss vermieden, und eine unerwünschte Sättigung kann nicht mehr eintreten. Bei gleichmäßiger Belastung ist hingegen die Summe der Spannungen Null, folglich fließt kein Ausgleichsstrom.